# Entomacrodus decussatus
Entomacrodus decussatus är en fiskart som först beskrevs av Bleeker, 1858.  Entomacrodus decussatus ingår i släktet Entomacrodus och familjen Blenniidae. Inga underarter finns listade i Catalogue of Life.